# Aeropuerto Internacional de Reno-Tahoe
El Aeropuerto Internacional de Reno-Tahoe (del inglés: Reno–Tahoe International Airport) (IATA: RNO, OACI: KRNO, FAA LID: RNO) es un aeropuerto comercial localizado 5 km al sureste del centro de Reno (Nevada, Estados Unidos). Da servicio al área metropolitana de Reno–Sparks, al oeste de Nevada y a partes del este de California. Es el aeropuerto comercial más cercano al destino de vacaciones y esquí del Lago Tahoe. 
El Aeropuerto Internacional de Reno-Tahoe es el segundo aeropuerto comercial con mayor tráfico de pasajeros del estado de Nevada, después del Aeropuerto Internacional Harry Reid de Las Vegas, situado al sur del estado.
Fue el centro de operaciones de Reno Air, una aerolínea de tamaño medio (hoy desaparecida) que ofrecía vuelos directos con MD-80 y MD-90 hasta que fue comprada y absorbida por American Airlines. El primer vuelo de Reno Air tuvo lugar el 1 de julio de 1992, y el último, el 30 de agosto de 1999.
El vestíbulo principal del Aeropuerto Internacional de Reno-Tahoe acoge una exposición en la que se encuentra el busto del senador de Nevada (y Líder de la Mayoría del Senado Estatal de Nevada) William J. «Bill» Raggio.

## Historia
El aeropuerto se construyó en 1929 y se nombró Hubbard Field, por el pionero Eddie Hubbard. El primer edificio de la terminal se construyó para los Juegos Olímpicos de invierno de 1960, celebrados en Squaw Valley, California. El aeropuerto recibió su nombre actual en 1994. Antes se llamaba Aeropuerto Internacional de Reno-Cannon, en honor al antiguo senador Howard Cannon. El edificio de la terminal aún lleva su nombre.
En noviembre de 2014 la aerolínea británica Thomas Cook Airlines anunció vuelos directos de Reno a Londres-Gatwick, iniciando el próximo invierno. Thomas Cook sería la primera aerolínea en ofrecer vuelos transatlánticos desde Reno. Pero en mayo de 2015 Thomas Cook canceló sus planes, porque la CBP no podría procesar a los pasajeros sin retrasos de 3 horas o más.

## Terminales
El Aeropuerto Internacional de Reno-Tahoe cuenta con dos salas con un total de 23  pasarelas de acceso a aeronaves.

### Salones VIP del aeropuerto
El Salón VIP Escape lounge se abrirá justo después de la seguridad entre la Sala B y la Sala C en algún momento a finales de 2017.

### Sala B
La sala B tiene 11 puertas (B1 a B11). 3 aerolíneas operan en la sala B, con 10 de las 11 puertas utilizadas.
- Delta Air Lines - Puertas B8 y B10.
- Frontier Airlines - Puerta B11.
- JetBlue Airways - Puertas B4 y B6.
- Southwest Airlines - Puertas B1, B3, B5, B7, B9 y B11.
- Spirit Airlines - Puerta B4.

### Sala C
La sala C tiene 12 puertas (C1 a C12). 6 aerolíneas operan en la sala C, las 12 puertas utilizadas.
- Alaska Airlines - Puertas C4 y C6.
- American Airlines - Puertas C7, C8, C9, C10 y C12.
- Sun Country Airlines  -  Puerta C11.
- United Airlines - Puertas C1, C3 y C5.
- Volaris - Puerta C8.

Estas aerolíneas tienen alrededor de 140 vuelos diarios hacia y desde el aeropuerto, que da servicio a 15 ciudades sin escalas (dos en el extranjero) y cerca de 31 ciudades con aviones que hacen una escala. Cada terminal solía tener su propia zona de seguridad en la planta baja, pero fueron reemplazados en marzo de 2013 con un área de seguridad combinada en el primer piso de ambas terminales.

## Aerolíneas y destinos

### Pasajeros
| Aerolíneas           | Destinos | Sala             |
| -------------------- | --- | ---------------- |
| Alaska Airlines      | Los Ángeles, Portland (OR), Seattle/Tacoma Estacional: San Diego                                                                                  | C                |
| American Airlines    | Dallas/Fort Worth, Phoenix–Sky Harbor | C                |
| American Eagle       | Phoenix–Sky Harbor | C                |
| Delta Air Lines      | Atlanta, Salt Lake City Estacional: Mineápolis/St. Paul                                                                                           | B                |
| Delta Connection     | Los Ángeles, Salt Lake City | B                |
| Frontier Airlines    | Denver, Las Vegas | B                |
| JetBlue Airways      | Estacional: Nueva York-JFK | B                |
| JSX                  | Burbank, Orange County Estacional: Las Vegas, San Diego/Carlsbad                                                                                  | 485 S. Rock Blvd |
| Southwest Airlines   | Burbank, Denver, Las Vegas, Long Beach, Los Ángeles, Phoenix–Sky Harbor, San Diego, San José (CA) Estacional: Austin, Chicago–Midway, Dallas-Love | B                |
| Spirit Airlines      | Las Vegas Estacional: San Diego (inicia el 14 de agosto de 2025)                                                                                  | B                |
| Sun Country Airlines | Estacional: Mineápolis/St. Paul | C                |
| United Airlines      | Chicago–O'Hare, Denver, San Francisco Estacional: Houston-Intercontinental                                                                        | C                |
| United Express       | Los Ángeles, San Francisco | C                |
| Volaris              | Guadalajara | C                |

### Carga
| Aerolíneas    | Destinos |
| ------------- | --- |
| Ameriflight   | Los Ángeles |
| DHL Aviation  | Denver |
| FedEx Express | Boise, Las Vegas, Memphis, Oakland |
| UPS Airlines  | Denver, Des Moines, Fargo, Louisville, Omaha, Portland (OR), Sacramento-Mather, Seattle-Boeing Estacional: Filadelfia, Kahului, Lubbock, Oakland, Ontario |

### Destinos nacionales
Se brinda servicio a 23 ciudades dentro del país a cargo de 13 aerolíneas.
| Destinos nacionales del Aeropuerto de Reno RNO ATL AUS BUR ORD MDW DFW DAL DEN IAH LAS LGB LAX MSP JFK SNA PHX PDX SLC SAN CLD SFO SJC SEA | Destinos nacionales del Aeropuerto de Reno RNO ATL AUS BUR ORD MDW DFW DAL DEN IAH LAS LGB LAX MSP JFK SNA PHX PDX SLC SAN CLD SFO SJC SEA | Destinos nacionales del Aeropuerto de Reno RNO ATL AUS BUR ORD MDW DFW DAL DEN IAH LAS LGB LAX MSP JFK SNA PHX PDX SLC SAN CLD SFO SJC SEA | Destinos nacionales del Aeropuerto de Reno RNO ATL AUS BUR ORD MDW DFW DAL DEN IAH LAS LGB LAX MSP JFK SNA PHX PDX SLC SAN CLD SFO SJC SEA | Destinos nacionales del Aeropuerto de Reno RNO ATL AUS BUR ORD MDW DFW DAL DEN IAH LAS LGB LAX MSP JFK SNA PHX PDX SLC SAN CLD SFO SJC SEA | Destinos nacionales del Aeropuerto de Reno RNO ATL AUS BUR ORD MDW DFW DAL DEN IAH LAS LGB LAX MSP JFK SNA PHX PDX SLC SAN CLD SFO SJC SEA | Destinos nacionales del Aeropuerto de Reno RNO ATL AUS BUR ORD MDW DFW DAL DEN IAH LAS LGB LAX MSP JFK SNA PHX PDX SLC SAN CLD SFO SJC SEA | Destinos nacionales del Aeropuerto de Reno RNO ATL AUS BUR ORD MDW DFW DAL DEN IAH LAS LGB LAX MSP JFK SNA PHX PDX SLC SAN CLD SFO SJC SEA | Destinos nacionales del Aeropuerto de Reno RNO ATL AUS BUR ORD MDW DFW DAL DEN IAH LAS LGB LAX MSP JFK SNA PHX PDX SLC SAN CLD SFO SJC SEA | Destinos nacionales del Aeropuerto de Reno RNO ATL AUS BUR ORD MDW DFW DAL DEN IAH LAS LGB LAX MSP JFK SNA PHX PDX SLC SAN CLD SFO SJC SEA |
| Destinos | Southwest Airlines | United Airlines | Delta Air Lines | Alaska Airlines | JSX | American Airlines | Otra | # | |
| --- | --- | --- | --- | --- | --- | --- | --- | --- | --- |
| Atlanta (ATL) | | | • | | | | | 1 | |
| Austin (AUS) | • | | | | | | | 1 | |
| Burbank (BUR) | • | | | | • | | | 2 | |
| Chicago (ORD) | | • | | | | | | 1 | |
| Chicago (MDW) | • | | | | | | | 1 | |
| Dallas (DFW) | | | | | | • | | 1 | |
| Dallas (DAL) | • | | | | | | | 1 | |
| Denver (DEN) | • | • | | | | | Frontier Airlines | 3 | |
| Houston (IAH) | | • | | | | | | 1 | |
| Las Vegas (LAS) | • | | | | • | | Frontier Airlines / Spirit Airlines | 4 | |
| Long Beach (LGB) | • | | | | | | | 1 | |
| Los Ángeles (LAX) | • | • | • | • | | | | 4 | |
| Mineápolis (MSP) | | | • | | | | Sun Country Airlines | 2 | |
| Nueva York (JFK) | | | | | | | JetBlue Airways | 1 | |
| Orange County (SNA) | | | | | • | | | 1 | |
| Phoenix (PHX) | • | | | | | • | | 2 | |
| Portland (PDX) | | | | • | | | | 1 | |
| Salt Lake City (SLC) | | | • | | | | | 1 | |
| San Diego (SAN) | • | | | • | | | Spirit Airlines | 3 | |
| San Diego (CLD) | | | | | • | | | 1 | |
| San Francisco (SFO) | | • | | | | | | 1 | |
| San José (SJC) | • | | | | | | | 1 | |
| Seattle (SEA) | | | | • | | | | 1 | |
| Total | 11 | 5 | 4 | 4 | 2 | 2 | 6 | 23 | |

### Destinos internacionales
Se ofrece servicio a 1 destino internacional, a cargo de 1 aerolínea.
| Ciudades por países                   | Nombre del aeropuerto                   | Aerolíneas   |              |              |
| Norteamérica                          | Norteamérica                            | Norteamérica | Norteamérica | Norteamérica |
| ------------------------------------- | --------------------------------------- | ------------ | ------------ | ------------ |
| México (1 destino, 1 aerolínea)       |                                         |              |              |              |
| Guadalajara                           | Aeropuerto Internacional de Guadalajara | Volaris      |              |              |
| Total: 1 destino, 1 país, 1 aerolínea |                                         |              |              |              |

## Estadísticas

### Rutas más transitadas

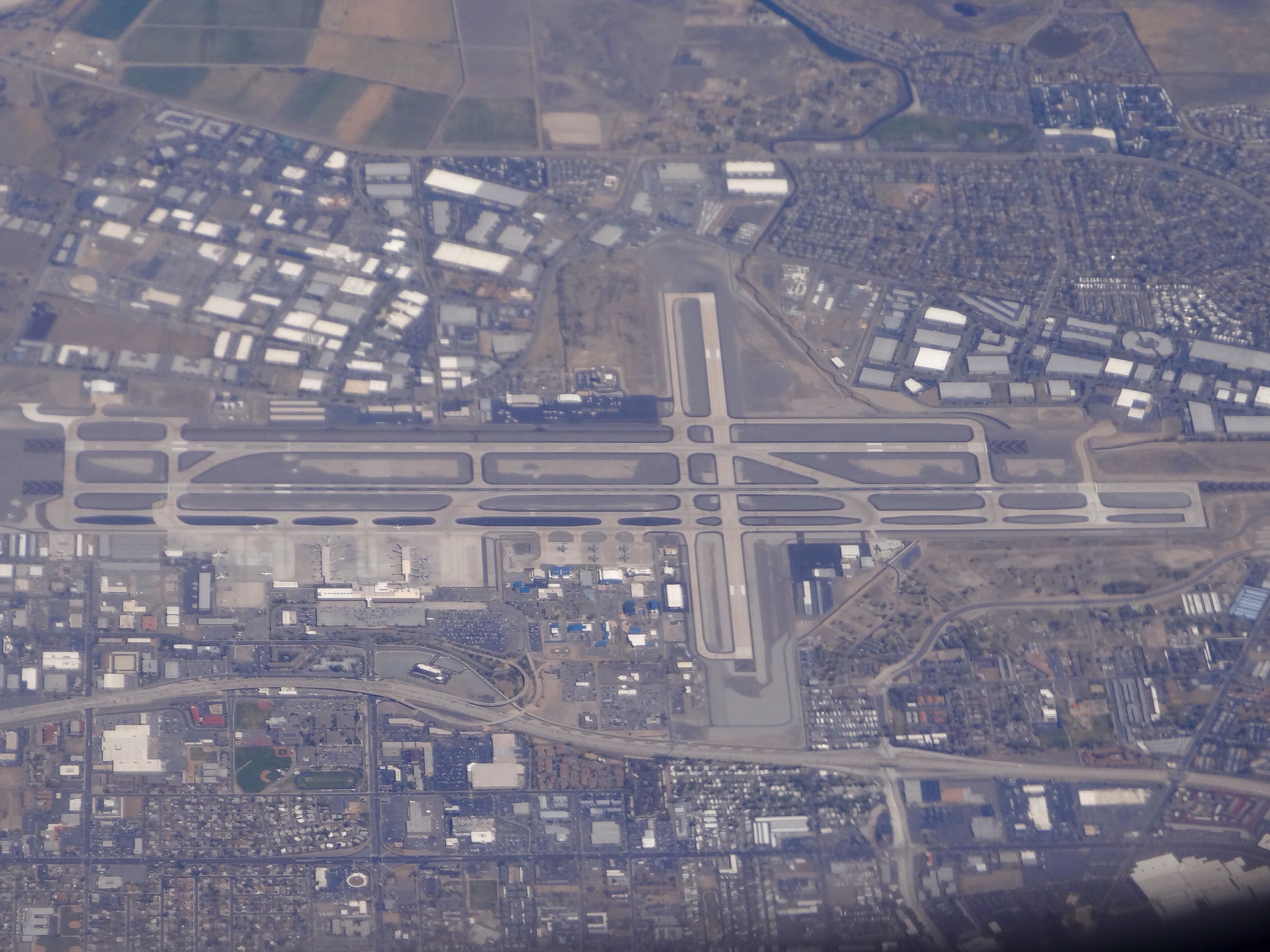
Vista aérea del aeropuerto.

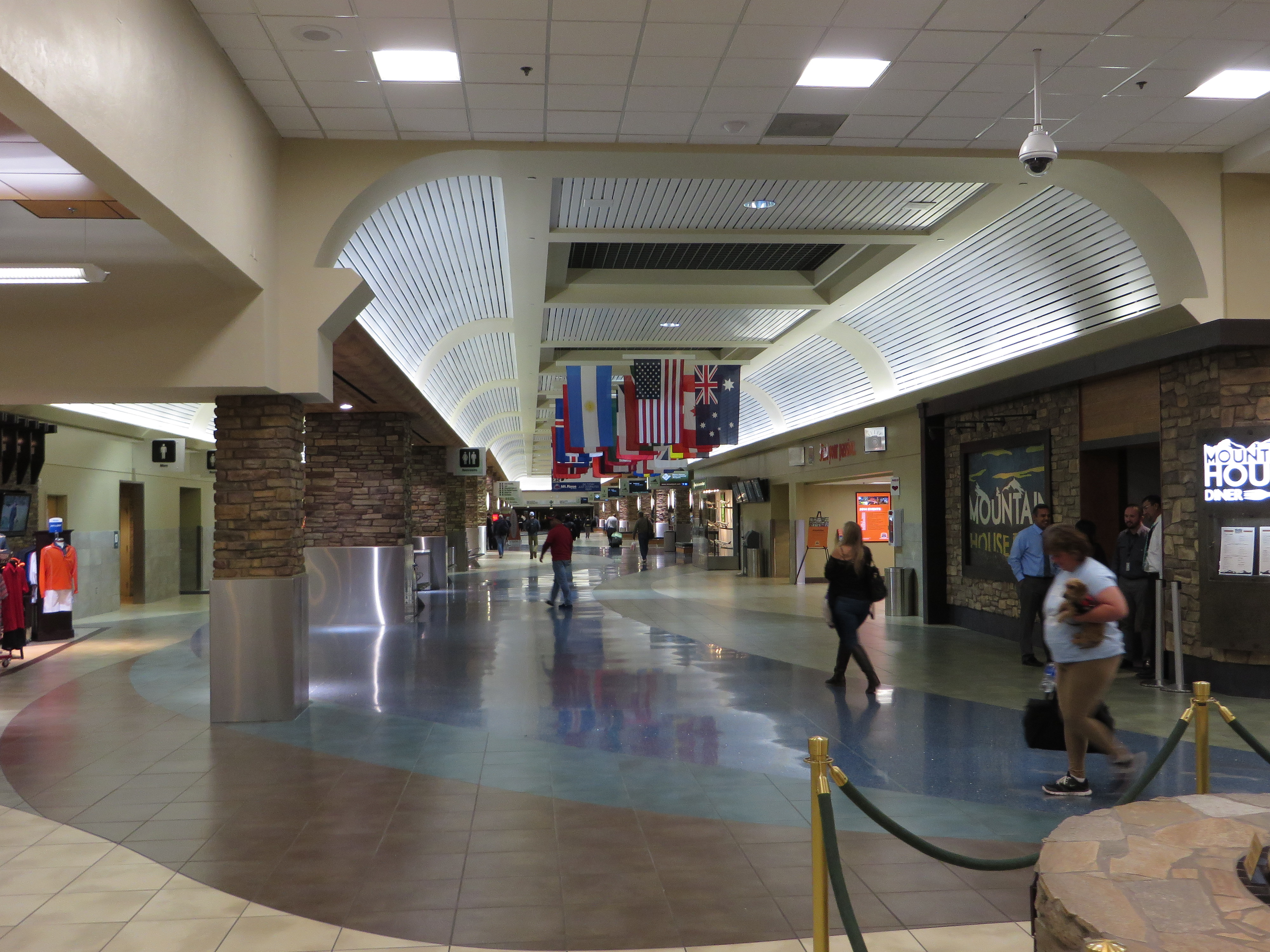
Interior de la Terminal.

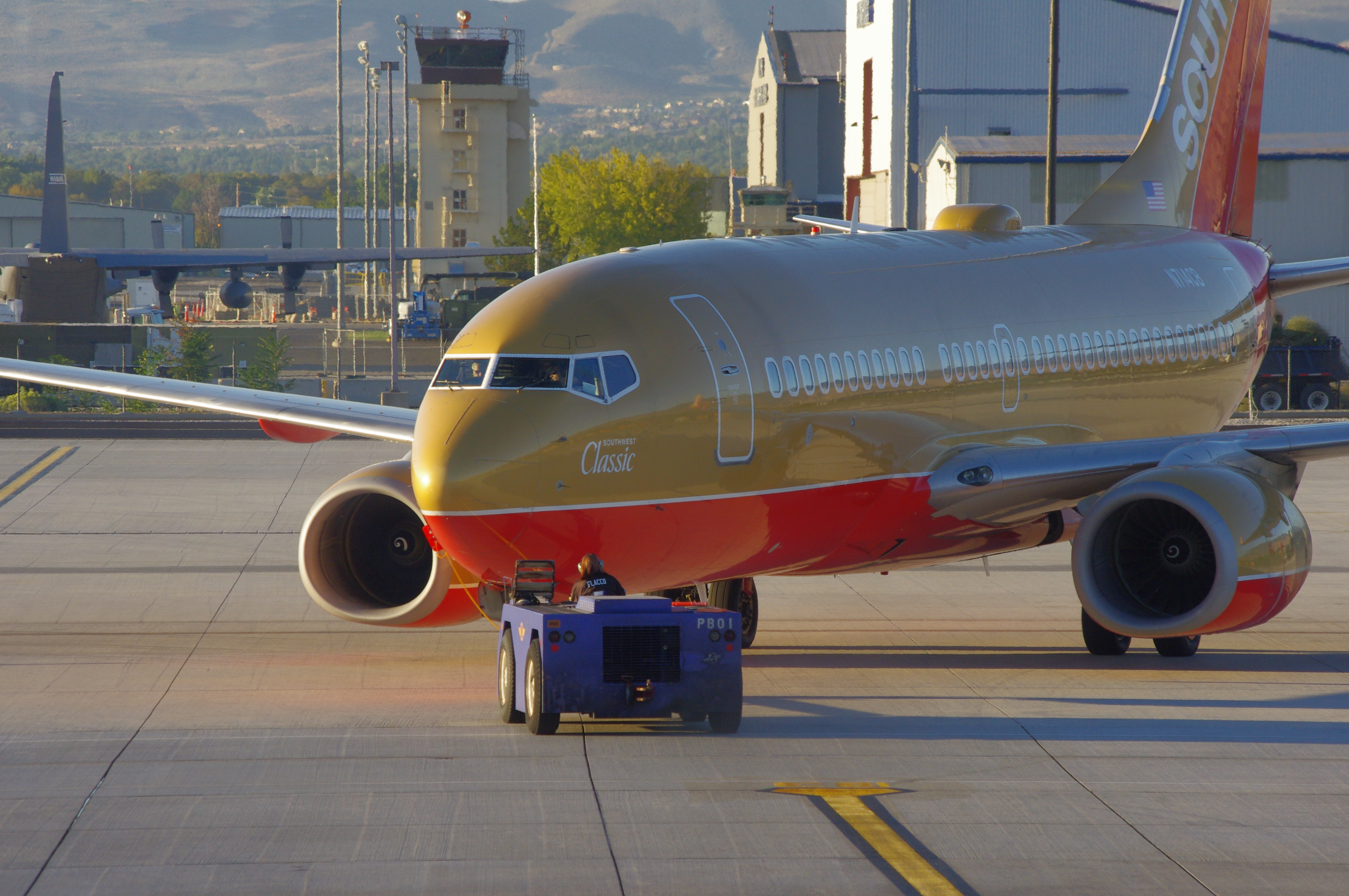
Un Boeing 737-700 de Southwest Airlines siendo remolcado.

| Número | Ciudad                    | Pasajeros | Aerolínea                                                         |
| ------ | ------------------------- | --------- | ----------------------------------------------------------------- |
| 1      | Las Vegas, Nevada         | 496,000   | Allegiant Air, Southwest Airlines                                 |
| 2      | Denver, Colorado          | 312,000   | Southwest Airlines, United Airlines, United Express               |
| 3      | Phoenix, Arizona          | 264,000   | American Airlines, Southwest Airlines                             |
| 4      | Los Ángeles, California   | 214,000   | Allegiant Air, American Eagle, Southwest Airlines, United Express |
| 5      | Dallas, Texas             | 189,000   | American Airlines                                                 |
| 6      | Seattle, Washington       | 123,000   | Alaska Airlines                                                   |
| 7      | Salt Lake City, Utah      | 115,000   | Delta Air Lines, Delta Connection                                 |
| 8      | San Francisco, California | 109,000   | United Airlines, United Express                                   |
| 9      | San Diego, California     | 80,000    | Southwest Airlines                                                |
| 10     | Long Beach, California    | 77,000    | Southwest Airlines                                                |

### Tráfico anual
| Año  | Pasajeros | Cambio |  | Año  | Pasajeros | Cambio |
| ---- | --------- | ------ |  | ---- | --------- | ------ |
| 2006 | 5,000,663 | –      |  | 2016 | 3,650,830 | 6.3%   |
| 2007 | 5,044,087 | 0.87%  |  | 2017 | 4,015,305 | 10.0%  |
| 2008 | 4,434,638 | 12.08% |  | 2018 | 4,210,095 | 4.8%   |
| 2009 | 3,755,935 | 15.30% |  | 2019 | 4,450,673 | 5.7%   |
| 2010 | 3,822,485 | 1.8%   |  | 2020 | 2,006,420 | 54.9%  |
| 2011 | 3,754,155 | 1.8%   |  | 2021 | 3,623,458 | 80.6%  |
| 2012 | 3,479,122 | 7.3%   |  | 2022 | 4,310,958 | 19.0%  |
| 2013 | 3,431,986 | 1.4%   |  | 2023 | 4,573,384 | 6.1%   |
| 2014 | 3,298,915 | 3.9%   |  | 2024 | 4,849,976 | 6.0%   |
| 2015 | 3,432,657 | 3.9%   |  |      |           |        |

## Accidentes
- En la mañana del 21 de enero de 1985, el vuelo 203 de Galaxy Airlines despegó del aeropuerto para dirigirse a Mineápolis, Minnesota, y se estrelló a 2.4 km al suroeste del aeropuerto. Solo uno de los 71 pasajeros sobrevivió.

## Aeropuertos cercanos
Los aeropuertos más cercanos son:
- Aeropuerto Internacional de Sacramento (181km)
- Aeropuerto Metropolitano de Stockton (219km)
- Aeropuerto Mammoth Yosemite (222km)
- Aeropuerto Municipal de Redding (242km)
- Aeropuerto de Merced Castle AFB (245km)